# Cinchona barbacoensis
Cinchona barbacoensis là một loài thực vật có hoa trong họ Thiến thảo. Loài này được H.Karst. mô tả khoa học đầu tiên năm 1860.